# Gora Vzlëtnaja
Gora Vzlëtnaja är ett berg i Antarktis. Det ligger i Östantarktis. Australien gör anspråk på området. Toppen på Gora Vzlëtnaja är 68 meter över havet.
Terrängen runt Gora Vzlëtnaja är mycket platt. Trakten är obefolkad. Det finns inga samhällen i närheten.